# Бетелевая пальма
Бетелевая пальма, или Арека катеху (лат. Areca catechu) — типовой вид древовидных растений из рода Арека семейства Пальмовые (Arecaceae).
Иногда бетелевую пальму называют арековой пальмой или просто арекой, что не совсем точно, поскольку Арека катеху — лишь один из примерно пятидесяти видов рода Арека.

## Ботаническое описание

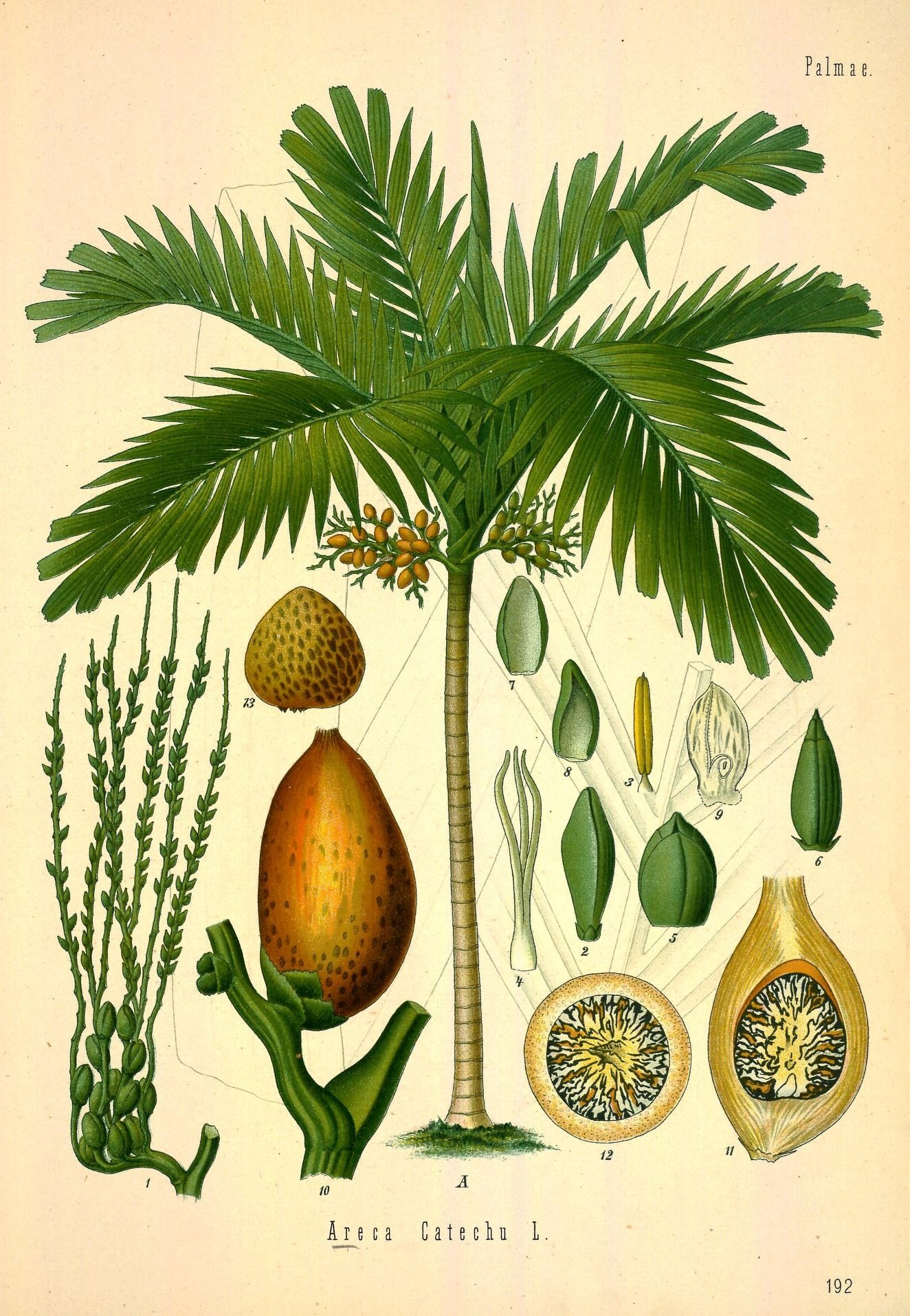

Бетелевая пальма — дерево высотой до 30 метров, с неразветвлённым прямым гладким стволом диаметром 20—50 см, покрытым многочисленными, правильно расположенными кольцевидными рубцами, остающимися на месте опавших листьев. Корневая система состоит из многочисленных разветвлённых корней, отходящих от основания стебля.
Листья очерёдные перистосложные, длиной 1,5—2 метров, охватывают ствол длинными листовыми влагалищами, образуя «зелёный конус» на верхушке пальмы. Взрослая пальма обычно имеет 8—12 листьев. Листочки ланцетные, заострённые, 30—60 см длины, голые, гладкие, с параллельным жилкованием.
Цветки кремово-белые. Растение однодомное, женские цветки собраны у основания соцветий, мужские — ближе к их верхушке. Растение перекрёстноопыляемое, пыльца переносится ветром и насекомыми. Соцветие представляет собой початок, позже оно становится метельчатым, достигая 1—1,3 м длины. Околоцветник простой, состоящий из двух кругов, по отцветании остающийся при плодах, с тремя наружными широкояйцевидными мясистыми и тремя сердцевидно-заострёнными внутренними листочками. Тычиночные цветки 3—4 мм длиной, сидячие, с тонким приятным запахом. Тычинки редуцированы до плоского шестизубчатого кольца, окружающего завязь, в числе шести с очень короткими, при основании расширенными нитями и линейными стреловидно-заострёнными пыльниками; пестик с верхней трёхгнёздной, яйцевидно-заострённой завязью, недоразвитый. Пестичные цветки 7—8 мм длины. Столбик трёхлопастный; лопасти шиловидные с простыми сосочковидными рыльцами.
Плоды — оранжевые или красные костянки эллиптической формы величиной с куриное яйцо (6—7 см длиной). Внутри содержат толстый сухой волокнистый мезокарпий и косточку с прочной, деревянистой рыжеватой или коричневой скорлупой и твёрдым светло-коричневым семенем, которую называют «бетельный орех», или «орех бетель». Косточки 2—2,5 см длиной, коротко-конусовидные, реже округлые, с плоским основанием. Семя с сетчатой кожурой, плотно срастающейся с эндоспермом, составляющим почти все семя; зародыш очень маленький. Эндосперм роговидный, белый или розоватый с коричневым мраморным рисунком. Вес 1000 «семян» (косточек) 3000—6000 г.

## Распространение
Бетелевая пальма распространена в Южной и Юго-Восточной Азии, в Южном Китае, в Западной Океании и в Восточной Африке.
Культивируется почти по всему тропическому поясу.

## Хозяйственное значение и применение
Бетелевая пальма культивируется ради её семян, которые вместе с известью заворачиваются в листья бетеля и жуются местным населением. Семена содержат алкалоид ареколин (0,1—0,5 %), который способствует усилению слюноотделения и дополнительно возбуждает нервную систему, вызывая лёгкий наркотический эффект. Из-за высокого содержания в арековых семенах красного пигмента слюна, язык и полость рта окрашиваются при жевании в кирпично-красный цвет.
Красный пигмент семян арековой пальмы используют для окраски хлопчатобумажных тканей.
В качестве лекарственного сырья используют семя ареки — лат. Semen Arecae, из которого выделяют ареколин. Ареколин применяется в глазной практике для понижения внутриглазного давления, однако весьма ограниченно ввиду его высокой токсичности.
В ветеринарии ареколина бромгидрат применяют как глистогонное средство (ленточные глисты), в качестве слабительного, а также при ревматическом поражении копыт. Бромгидрат ареколина ядовит, хранится по списку А.

### Химический состав
Плоды содержат алкалоиды ареколин, арекаидин, гуваколин (или норареколин), гувацин (норарекаидин), изогувацин, ареколидин. Кроме алкалоидов, в плодах содержатся холин, жирное и эфирное масло. Ареколин относится к группе парасимпатикомиметических веществ и по характеру действия близок к пилокарпину. Он вызывает понижение кровяного давления, замедление ритма сердца, усиление слюноотделения и потоотделения, сужение зрачка, сокращение гладкой мускулатуры, в особенности кишечника, что приводит к резкому усилению перистальтики.

## Таксономия
Areca catechu L., Sp. Pl. 1189. 1753.

### Синонимы
- Areca cathechu Burm.f. spell. var.
- Areca faufel Gaertn. nom. illeg.
- Areca himalayana Griff. ex H.Wendl. nom. inval.
- Areca hortensis Lour. nom. illeg.
- Areca macrocarpa Becc.
- Areca nigra Giseke ex H.Wendl. nom. inval.
- Sublimia areca Comm. ex Mart. nom. inval.